# Marie Brechbühl
Marie Brechbühl (* 26. März 1857 in Burgdorf BE, Schweiz; † 21. Oktober 1933 in Genf) war eine Schweizer Lehrerin und Pädagogin. Sie war eine Schulgründerin und eine der ersten, die geschlechtergemischte Klassen in Genf einführte.

## Leben

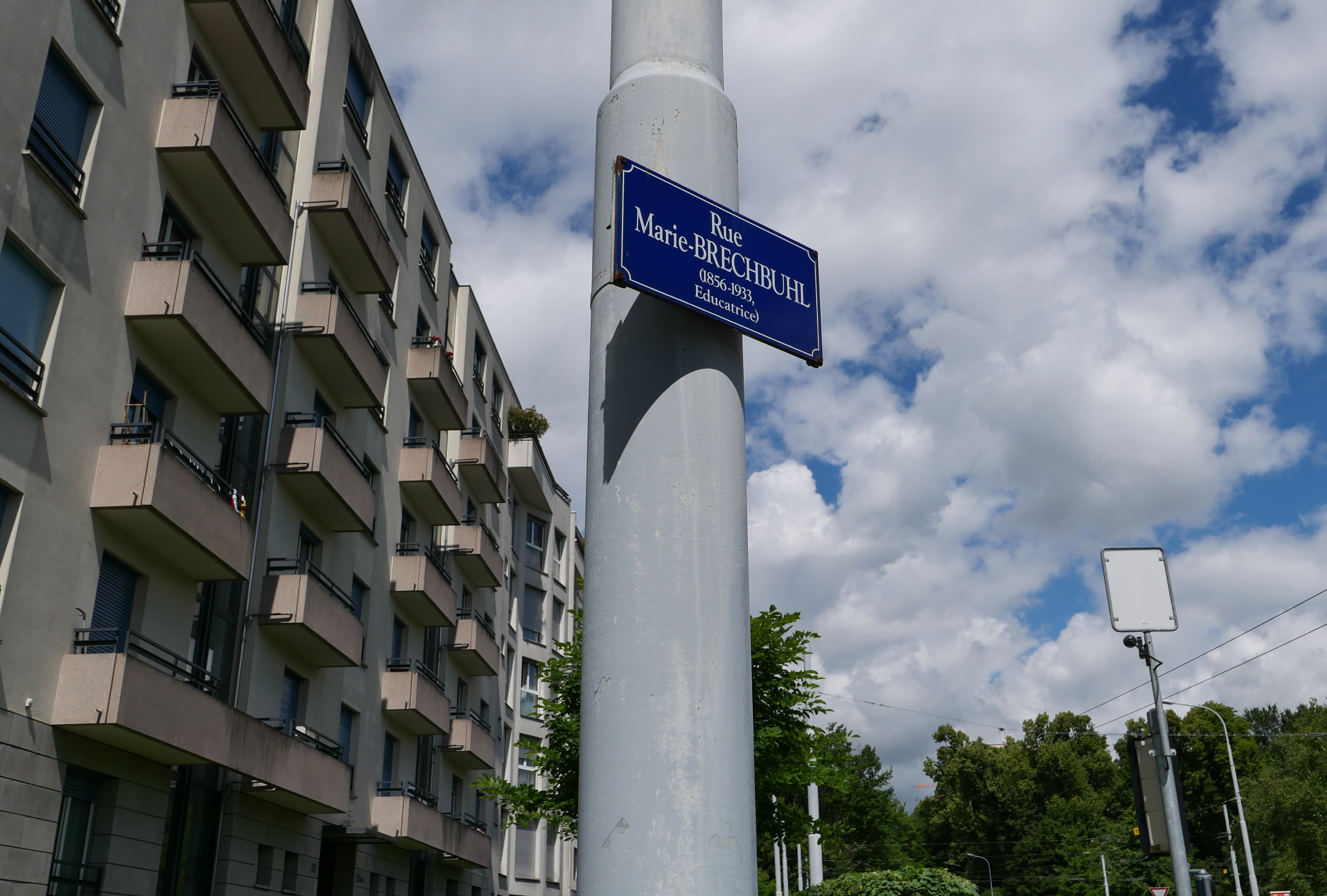
Rue Marie-BRECHBUHL in Genf

Marie Brechbühl übernahm 1875 als diplomierte Lehrerin die Leitung einer Tagesschule in Genf mit einem Dutzend Schülern und gründete die Brechbühlschule, heute Fondation de l’Ecole Brechbühl. Ihre Schule war für Schüler aller Konfessionen offen, obwohl sie eine überzeugte Protestantin war. Sie arbeitete nach der Methode Friedrich Fröbels und führte als eine der Ersten in Genf geschlechergemischte Klassen ein. Ihre Pädagogik basierte mehr auf Erfahrung und einer besonderen Aufmerksamkeit jedem einzelnen Kind gegenüber. Sie war auch Mitbegründerin des Frauenvereins Union des femmes de Genève.